# کینتانا رو
کینتانا رو(به اسپانیایی: Quintana Roo) یکی از سی و یک ایالت مکزیک است؛ که ده بخش داشته و مرکز آن شهر چتومال است.
این ایالت در جنوب شرق مکزیک واقع است و بخشی از شبه‌جزیره یوکاتان است و با ایالت‌های یوکاتان از شمال غرب، و کامپچه از غرب، از شمال با خلیج مکزیک مرز دارد و جنوب مرز بین‌المللی با بلیز دارد. همچنین ادعا شده‌است که مرز کوچکی با گواتمالا دارد اگرچه این موضوع مورد اختلاف با ایالت کامپچه است.
مساحت رسمی آن ۴۲٬۳۶۱ کیلومتر مربع (۱۶٬۳۵۶ مایل مربع) است اما از سال ۱۹۹۷ سر ناحیه‌ای با ایالت کامپچه دچار اختلاف است. مساحت این ناحیه ۱۰٬۲۰۰ کیلومتر مربع (۳٬۹۰۰ مایل مربع) است.
کینتانا رو یک ایالت مهاجرپذیر از ایالت‌های دیگر است و به همین دلیل جمعیتش به سرعت روبه افزایش است.